# 霧島市立横川中学校

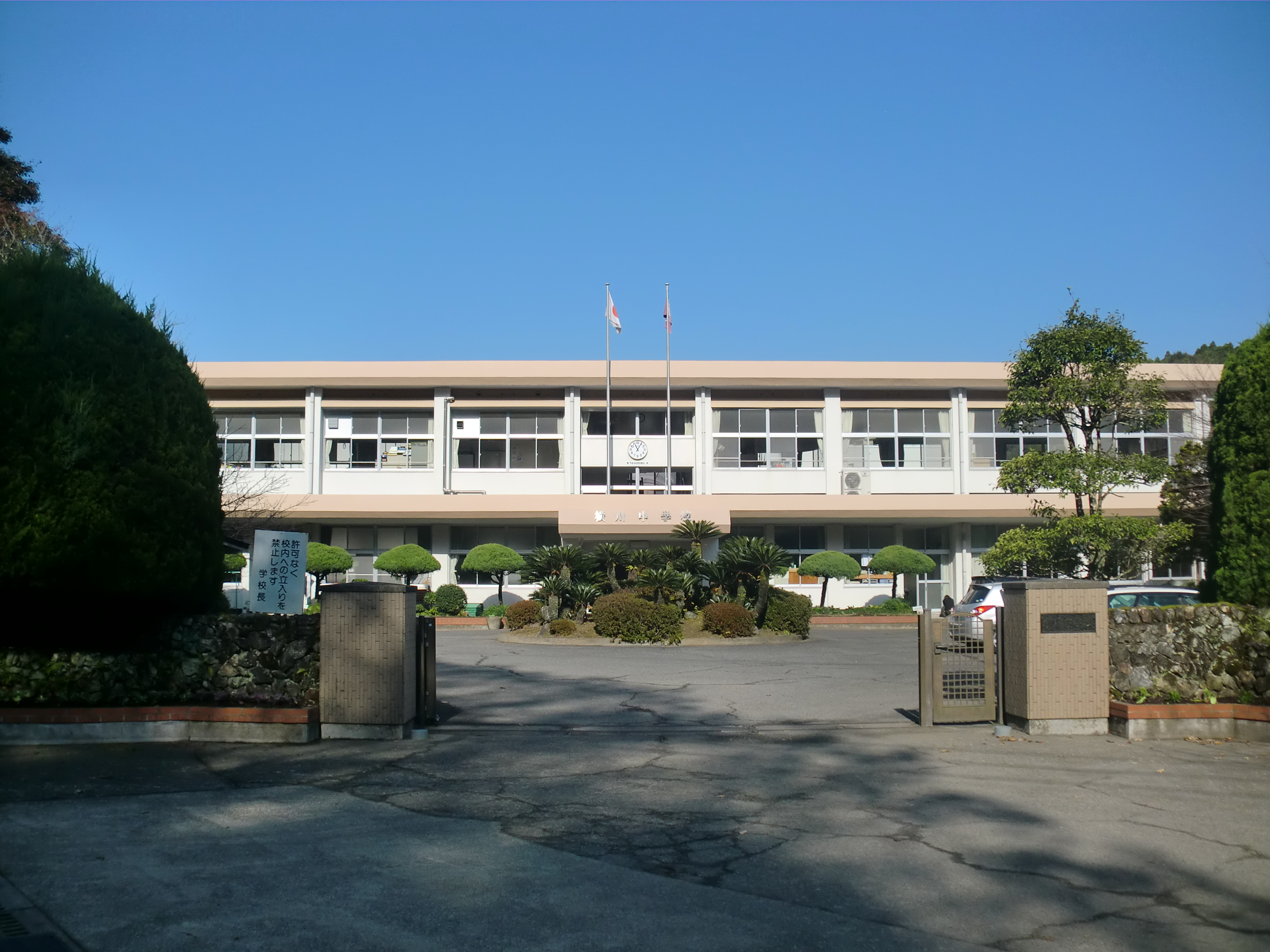
霧島市立横川中学校

霧島市立横川中学校（きりしましりつ よこかわちゅうがっこう）は、霧島市横川町中ノにある市立中学校である。

## 概要
- 市町村合併で霧島市が誕生する以前は、横川町立横川中学校であった。
- 生徒数は、100名で、各学年2学級である（平成30年5月1日現在）。